# Dave Kurtzer
David Robert „Dave“ Kurtzer (* 25. Oktober 1925 in New York City; † 9. April 2014 in Chapel Hill (North Carolina)) war ein US-amerikanischer Jazz- und Orchestermusiker (Fagott, Oboe und Baritonsaxophon).

## Leben und Wirken
Kurtzer begann seine musikalische Karriere als Jugendlicher in New York; sein erstes professionelles Engagement hatte er Ende der 1940er-Jahre in der Band von Shep Fields, mit dem erste Aufnahmen entstanden. In den folgenden Jahren arbeitete er in verschiedenen Bigbands und in der Latin-Jazz-Szene in Tito Puentes Orchester. Ferner wirkte er ab den 1950er Jahren bei Aufnahmen von Gil Evans (Gil Evans and Ten, 1957), Oscar Pettiford, Lucy Reed, Herbie Mann, Tito Rodríguez, Don Elliott, Hal Schaefer, Bobby Scott und Boyd Raeburn mit. Daneben arbeitete er als Begleitmusiker von Sängern und am New Yorker Broadway in verschiedenen Musicals wie The Most Happy Fella (1956) und Sweet Charity (1966). Nachdem er sich als aktiver Musiker zur Ruhe gesetzt hatte, war Kurtzer als Musikpädagoge in Oceanside auf Long Island tätig; seinen Ruhestand verbrachte er ab 2006 in Carolina Meadows. Im Bereich des Jazz war er zwischen 1941 und 1959 an 14 Aufnahmesessions beteiligt.